# المعلق (بني ضبيان)

تعديل مصدري - تعديل

المعلق هي إحدى قرى عزلة بني ضبيان بمديرية بني ضبيان التابعة لمحافظة صنعاء، بلغ تعداد سكانها 237 نسمة حسب تعداد اليمن لعام 2004.